# Zuzana Vojířová
Zuzana Vojířová je opera o 5 obrazech českého hudebního skladatele Jiřího Pauera. Sám skladatel napsal i libreto a to podle stejnojmenné divadelní hry (1942) Jana Bora. Opera měla premiéru v pražském Národním divadle 9.1. 1959.

## Charakteristika díla
Příběh lásky mezi Zuzanou a Petrem Vokem je plné širokých melodií, které nezapřou romantický ráz. Autor též těžil z bohatých zdrojů české lidové hudby. Hudebním vrcholem je árie Petra Voka z třetího obrazu, ve kterém se rožmberský vladař vyznává ze své lásky k jihočeské zemi.

## Inscenační historie
Po své premiéře byla opera na repertoáru Národního divadla až do roku 1964. Odehráno bylo 49 představení. Podruhé zde byla uvedena v roce 1981 a do roku 1989 bylo odehráno celkem 72 představení. To již skladatel operu v roce 1978 přepracoval s cílem zvýšit její dějový spád a dramatickou dragaci.
Do sametové revoluce v roce 1989 operu uvedly skoro všechny české a slovenské operní soubory (Bratislava, Liberec, Ústí nad Labem, Olomouc). Sám autor si velmi pochvaloval třeba její uvedení v roce 1965 v Jihočeském divadle v Českých Budějovicích. "Zuzana Vojířová je psána na oslavu jižních Čech a jihočeského lidu. Přál bych sám sobě, ale především všem jihočeským posluchačům, aby Zuzana Vojířová plnila úkol a poslání, který ji byl vložen do vínku," napsal Pauer do programu tohoto tehdejšího představení.
Opera se dočkala též převedení do podoby televizní inscenace. V roce 1983 ji natočil Petr Weigl a titulní roli Zuzany zde hrála Magda Vášáryová.

## Nahrávka
Nahrávku vydal Supraphon v roce 1981. Titulní roli Zuzanky zde zpívala Gabriela Beňačková, Petra Voka pak Václav Zítek.

## Osoby
| Zuzana Vojířová                                     | dramatický soprán |
| Petr Vok, vladař rodu rožmberského                  | baryton           |
| Kateřina, jeho choť                                 | alt               |
| Ondřej Zachar, Zuzčin ženich                        | dramatický tenor  |
| Babička Zuzčina                                     | alt               |
| Adam z Hradce, nejvyšší purkrabí Království českého | basbaryton        |
| Tomáš Roh, zeman                                    | bas               |
| Markyta, učitelka fraucimoru Petra Voka             | alt               |
| Bětka, služebnice paní Zuzany                       | soprán            |
| Veronika, chůva                                     | mezzosoprán       |
| Barborka. trpaslice, služebnice paní Kateřiny       | němá role         |
| Kuneš, rybníkář                                     | bas               |
| Poněšický, rybníkář                                 | baryton           |
| Věrník, kazatel Jednoty bratrské                    | baryton           |
| Scholius, osobní lékař Petra Voka                   | bas               |
| Jirka, ovčák                                        | tenor             |
| Vojtek, pasák ovcí                                  | tenor             |
| Petr Vojíř, zeman v Zelči                           | tenor             |

## Děj opery
Mlynářova dcera Zuzanka Vojířová se má provdat za venkovského vrstevníka Ondřeje Zachara. Zuzanka však ještě před svatbou váhá. Zvláště když ji na svůj bechyňský zámek zve poslední Rožmberk Petr Vok, který tam ne příliš šťastně a bezdětně žije s manželkou Kateřinou. Zuzanka porodí Petru Vokovi vytouženého syna Petříčka, avšak legitimní manželka Kateřina se postará, že dítě ze zámku zmizí. Zuzanka tak ztrácí nejen synka, avšak brzy na to na čas i Petra Voka, který se ujímá funkce hejtmana, aby táhnul proti tureckým vojskům.
Život Zuzanky v nepřátelském zámeckém prostředí je velmi vzdálen romantickým snům, byť pod ochranou Petra Voka jde o život snesitelný. Ovšem ihned po Vokově smrti je Zuzanka ze zámku vypuzena a dožívá jako žebračka. Osud jí ale ještě dopřál se setkat nejen s bývalým skoro ženichem Ondřejem, ale hlavně se svým synkem Petříčkem - Petrem Vojířem. Při vědomí, že rod pětilisté růže Rožmberků i po smrti Petra Voka pokračuje, nakonec Zuzanka umírá šťastná a smířená.